# Snickarämbetet i Stockholm
Snickarämbetet i Stockholm var ett skrå i Stockholm från 1600-talet.

## Åldermän
- Joachim Rolof
- Erik Westervik
- Johan Lorentz Reiff
- Sven Piiil
- Johan Skog
- 1750–1752: Fredrik Eckstein
- Olof Martin.
- Lorens Ekman
- Miciiel Linberg
- 1759–1764: Erik Bergström
- Christian Linning
- Johan Åbrandt

## Mästare
- Mattias Wilhelm
- Martin Wellendorft
- Petter Steen
- Olof Larsson.
- Johan Bål
- Simon Boman
- Lorentz Strömfelt
- Henrik Leman
- Lars Solm
- Salomon Menzell
- Jacob von Mellen
- Joachim Meydeck
- Jonas Geting
- Erik Höök
- Johan Anders Semmelhake
- Joachim Rolof
- Christian Hansson
- David von Bergen
- Christopher Reiciiel
- Daniel Hellmik
- Herman Caspar Sciimitt
- Henrik Meyer den äldre
- Michel Wijlf
- 1708: Erik Westervik
- 1708: Elias Haupt
- 1711: Pål Kloot
- 1711: Johan Lorentz Reiff
- 1712: Johan Lennart Mauer
- 1712: Jonas Schartinger den äldre
- 1713: Peter Målberg
- 1713: David Lofman
- 1713: Ehrenfried Windisch
- 1715: Tobias Wilhelm
- 1717: Jonas Loos
- 1717: Anders Johansson Holm
- 1717: Gustaf Berg
- 1718: Jacob Regner
- 1719: Christian Wellendorph
- 1719: Lorentz Fråst
- 1719: Erik Upman
- 1719: Sven Piiil
- 1720: Samuel Tendler
- 1720: Georg Brosius
- 1720: Erik Ören
- 1720: Nils Floberg
- 1721: Jonas Jonsson Schartinger
- 1721: Daniel Burchart
- 1722: Torbjörn Svensson Beck
- 1724: Johan Fyrlod
- 1724: Olof Barchman
- 1724: Ludvig Neijbert den äldre
- 1726: Didrik Fick
- 1727: Erik German
- 1727: Johan Skog
- 1728: Johan Henrik Thil
- 1730: Gottfried Lintner
- 1730: Lorens Ruuth
- 1733: Anders Boman
- 1733: Fredrik Ecicsten
- 1733: Michel Meslin
- 1733: Johan Wolf
- 1734: Johan Lennart Heinrich
- 1734: Casper Hein(e?)
- 1734: Erik Holm
- 1735: Petter Stranberg
- 1736: Claes Stålbom
- 1736: Olof Martin
- 1736: Simon Boström
- 1737: Johan Berens
- 1737: Lorens Ekman
- 1737: Anders Fresciiman
- 1738: Erik Streng
- 1738: Anders Linrot
- 1739: Mattias Boman
- 1739: Peter Erling
- 1740: Samuel Nyström
- 1740: Miciiel Linberg
- 1741: Erik Bergström
- 1741: Philip Speckt
- 1741: Petter Lin(d)man
- 1741: Philip Bergström
- 1741: Erik Hock
- 1742: Isac Lidman
- 1742: Johan Georg Berger
- 1743: Frans Scharf
- 1744: Johan Josendorf
- 1744: Henrik Arens
- 1744: Christian Linning
- 1745: Fredrik Krus
- 1745: Gottfried Sabel
- 1745: Anders Berg
- 1746: Johan Holm
- 1746: Anders Ekestedt
- 1747: Anders Kiälvik
- 1747: Mats Runström
- 1747: Samuel Pasch
- 1748: Sven Bromander
- 1748: Carl Åhman
- 1749: Johan Åbrandt
- 1749: Sven Floberg
- 1749: Simon Ekhåls
- 1749: Olof Färngren
- 1750: Anders Lehman
- 1750: Michael Bohm
- 1750: Johan Conrad Ecksten
- 1751: Mats Roos
- 1751: Peter Wibom
- 1751: Jacob Berg
- 1751: Martin Wellenborft
- 1752: Lars Nordin
- 1752: Lars Lofstedt